# Deutsches Hauptdreiecksnetz

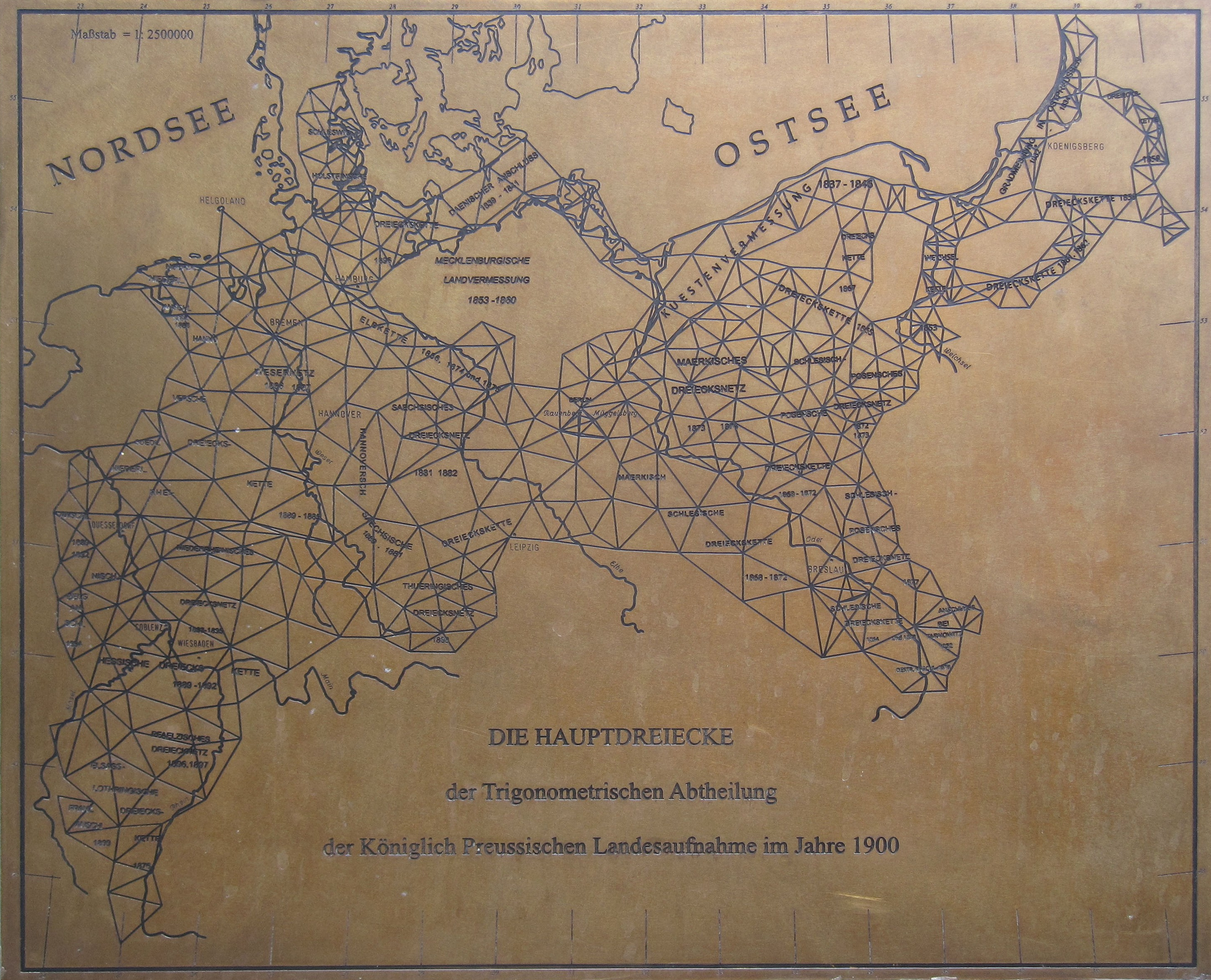
Hauptdreiecksnetz um 1900, Tafel am Denkmal des TP Rauenberg

Das Deutsche Hauptdreiecksnetz (DHDN) war das übergeordnete Triangulationsnetz der Bundesrepublik Deutschland. Es basiert auf dem Bessel-Ellipsoid, das im ehemaligen Fundamentalpunkt TP-Rauenberg lagerte (Rauenberg-Datum). Das DHDN ist die Realisierung des Rauenberg-Datum. Nach Zerstörung des TP-Rauenberg durch Kiesabbau wurde der Helmertturm bei Potsdam zum neuen Zentralpunkt erklärt. Aus diesem Grund wird oft synonym zum Rauenberg-Datum vom Potsdam-Datum oder Potsdamer Datum gesprochen.
Mit der Verbreitung der Satellitengeodäsie verlor das hierarchische Triangulationspunkte-Netz an Bedeutung und als Raumbezug der deutschen Landesvermessung wurde das ETRS89 eingeführt, das u. a. durch den Satellitenpositionierungsdienst SAPOS und durch Geodätische Grundnetzpunkte realisiert wird, die seit den 2010er Jahren das DHDN ersetzen.
Auf dem DHDN beruhten die Gebrauchskoordinaten der Landesvermessung in den alten Bundesländern. Daher lagen die meisten raumbezogenen Informationen in diesem Datum vor, hierzu zählten insbesondere amtliche Vermessungspunkte, topografische Karten und Katasterrahmenkarten, automatisierte Liegenschaftskarte, Bestandspläne von Leitungsbetreibern usw.
In der DDR wurde für zivile Zwecke das weitgehend identische sogenannte Koordinatensystem 1940 mit bewusst begrenzter Genauigkeit verwendet (Abkürzung: System 40 oder S40); für militärische Zwecke wurde in der DDR wie in den osteuropäischen Ländern das Koordinatensystem 1942 (Abkürzung: System 42 oder S42 bzw. 42/83) eingeführt (Krassowski-Ellipsoid mit dem Zentralpunkt Pulkowo).

## Vermessungsverfahren
Die Punktbestimmung des DHDN erfolgte seit dem 19. Jahrhundert durch Triangulation. In langen Ketten wurden ganze Provinzen umspannt (z. B. Hannoversche Dreieckskette) und die Zwischenräume durch Füllnetze (z. B. Wesernetz) geschlossen. Das Hauptdreiecksnetz wurde durch Folgenetze in stufenweiser Anordnung „vom Großen ins Kleine“ verdichtet.
Zur Winkelmessung dienten große Theodolite mit Genauigkeiten besser als 1". Die Zielpunkte wurden bei günstiger Witterung am Tage durch Heliotropen, die das Sonnenlicht in die Richtung des Zielstrahles spiegelten, oder bei Nacht durch künstliche Leuchtgeräte sichtbar gemacht. Die Länge der Dreiecksseiten wurde indirekt bestimmt: in Abständen von 200 bis 300 km legte man Grundlinien (Basen) von 6 bis 10 km Länge an, die mit großer Genauigkeit (bis 1905 mit Metallstäben, danach mit Invardrähten) gemessen wurden.
Die preußischen Netze sind im Punkt Rauenberg (Berlin) gelagert und beziehen sich auf das Bessel-Ellipsoid als Referenzfläche. Zur genauen Orientierung diente das Azimut vom TP Rauenberg zur Marienkirche. Der Maßstab ist aus fünf Basismessungen (Berlin, Braak, Göttingen, Meppen, Bonn) abgeleitet.

## Entstehungsgeschichte

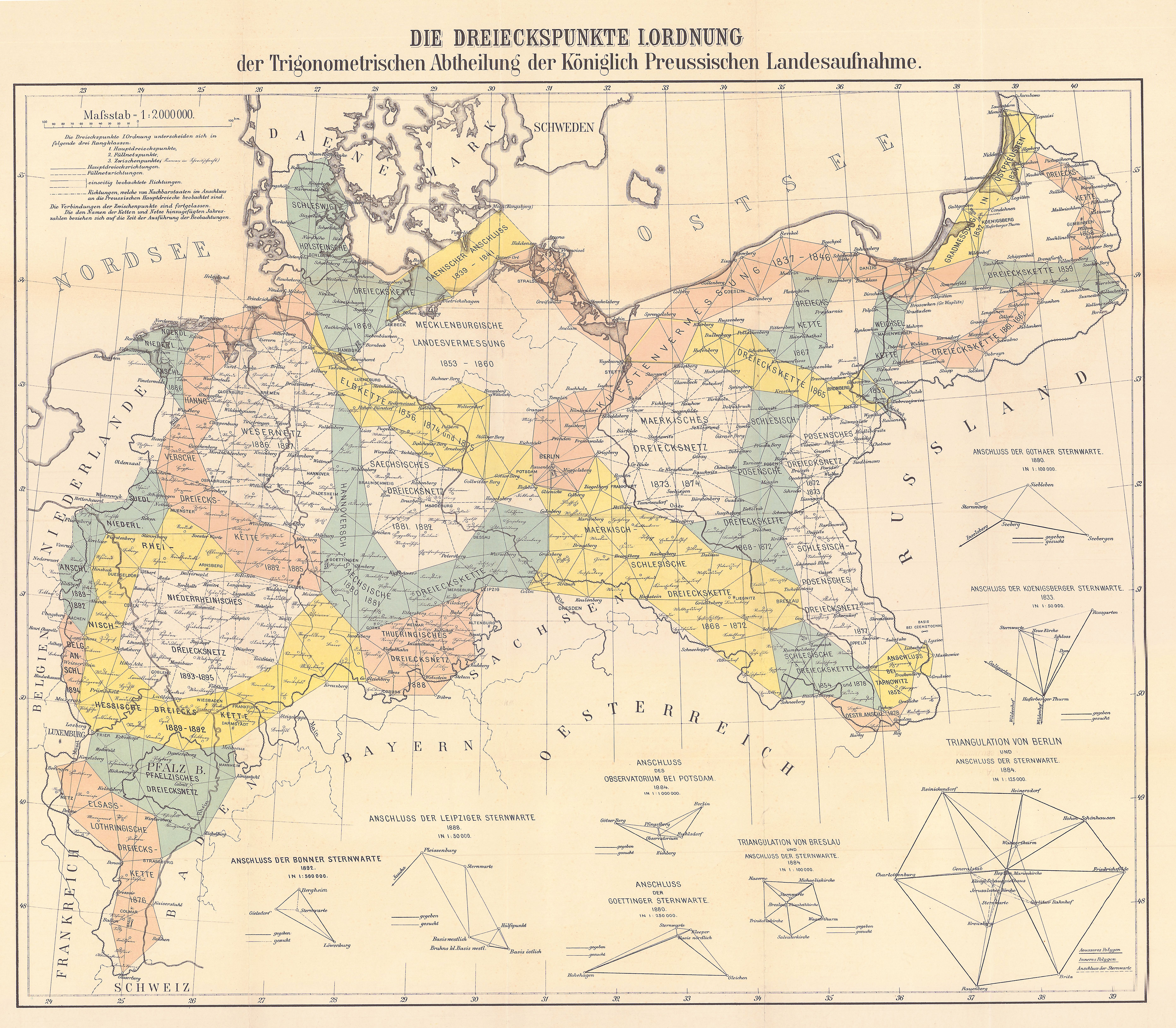
Die Dreieckspunkte I. Ordnung der Trigonometrischen Abtheilung der Königlich Preußischen Landesaufnahme

Im Königreich Hannover war durch den in London residierenden König Georg IV. bereits im Jahr 1818 eine Landesvermessung angeordnet worden, die von dem Mathematiker Carl Friedrich Gauß geleitet wurde (Gaußsche Landesaufnahme).
In Preußen wurden erste Dreiecksnetze ab 1832 von Ostpreußen beginnend entlang der Küste bis nach Berlin und Lübeck gemessen.
Ab 1866 wurden die Netze von Oskar Schreiber nach Westen weitergeführt (Schreiberscher Block: nördlich des Mains, westlich der Linie Flensburg-Hof), so dass ein das gesamte preußische Staatsgebiet überdeckendes Triangulationsnetz entstand. Im Rahmen dieses Projekts wurde das Hauptdreiecksnetz auf dem Gebiet des heutigen Niedersachsens von der preußischen Landesaufnahme in den Jahren 1875 bis 1887 gemessen. Ab den 1920er Jahren bis 1945 wurden die einzelnen Hauptdreiecksnetze der deutschen Länder zum Reichsdreiecksnetz I. Ordnung (Abkürzung: RDN) zusammengeschlossen. In der Bundesrepublik Deutschland wurde hierfür 1967 die Bezeichnung Deutsches Hauptdreiecksnetz eingeführt.
In den Jahren 1955 bis 1973 wurden im niedersächsischen Anteil am DHDN Ergänzungsmessungen durchgeführt; bis zum Beginn der 1990er Jahre wurden die Verdichtungsnetze (zuletzt mit GPS) neu vermessen.
Während das DHDN die Grundlage der Landesvermessung in den alten Bundesländer ist, gab es daneben auf dem Gebiet der ehemaligen DDR aus den Zeiten des Warschauer Vertrags noch das für militärische Zwecke unter strenger Geheimhaltung entwickelte System 42 (auch 42/83), welches in diesem Gebiet am genauesten definiert ist. Im System 42/83 wurden Gauß-Krüger-Koordinaten auf dem Ellipsoid von Krassowsky berechnet.